# Братвурст
Бра́твурст (нім. Bratwurst, Німецька: [ˈbʁaːtvʊɐ̯st] ( прослухати)) — це німецька ковбаса з телятини, яловичини або найчастіше свинини. Назва походить від давньоверхонімецького Brätwurst, де brät- — «дрібно порубане м'ясо», та Wurst — «ковбаса», хоча в сучасній німецькій мові її часто пов'язують з дієсловом braten, що означає «смажити на пательні» чи «запікати». Яловичина та телятина, зазвичай, входять до складу суміші, яка часто включає свинину.

## Історія
Хоча є рецепти ковбас ще 228 року н. е., найдавніша документальна згадка братвурст у Німеччині датована 1313 роком і знаходиться в місті Нюрнберг у Франконії.

## Види та традиції

### Німеччина
Рецепти ковбаси різні залежно від регіону та навіть місцевості; деякі джерела налічують понад 40 різновидів німецької братвурст, багато найвідоміших походять з Франконії (сьогодні здебільшого становить частину північної Баварії, але досі культурно доволі відрізняється), її північного сусіда Тюрингії та прилеглих районів. Те, як подають ковбаси, також відрізняється залежно від місцевості, але найчастіше їх вважають закускою, яку подають з білою булкою з пшеничного борошна та їдять із гірчицею. У закладах громадського харчування страву часто подають із квашеною капустою чи картопляним салатом й іноді з темним, хрустким сільським хлібом звичайно з житнього борошна, рідше з кренделем брецель. Це дуже популярна форма фаст-фуду в німецькомовних країнах, яку часто готують і продають вуличні торговці з малих прилавків.

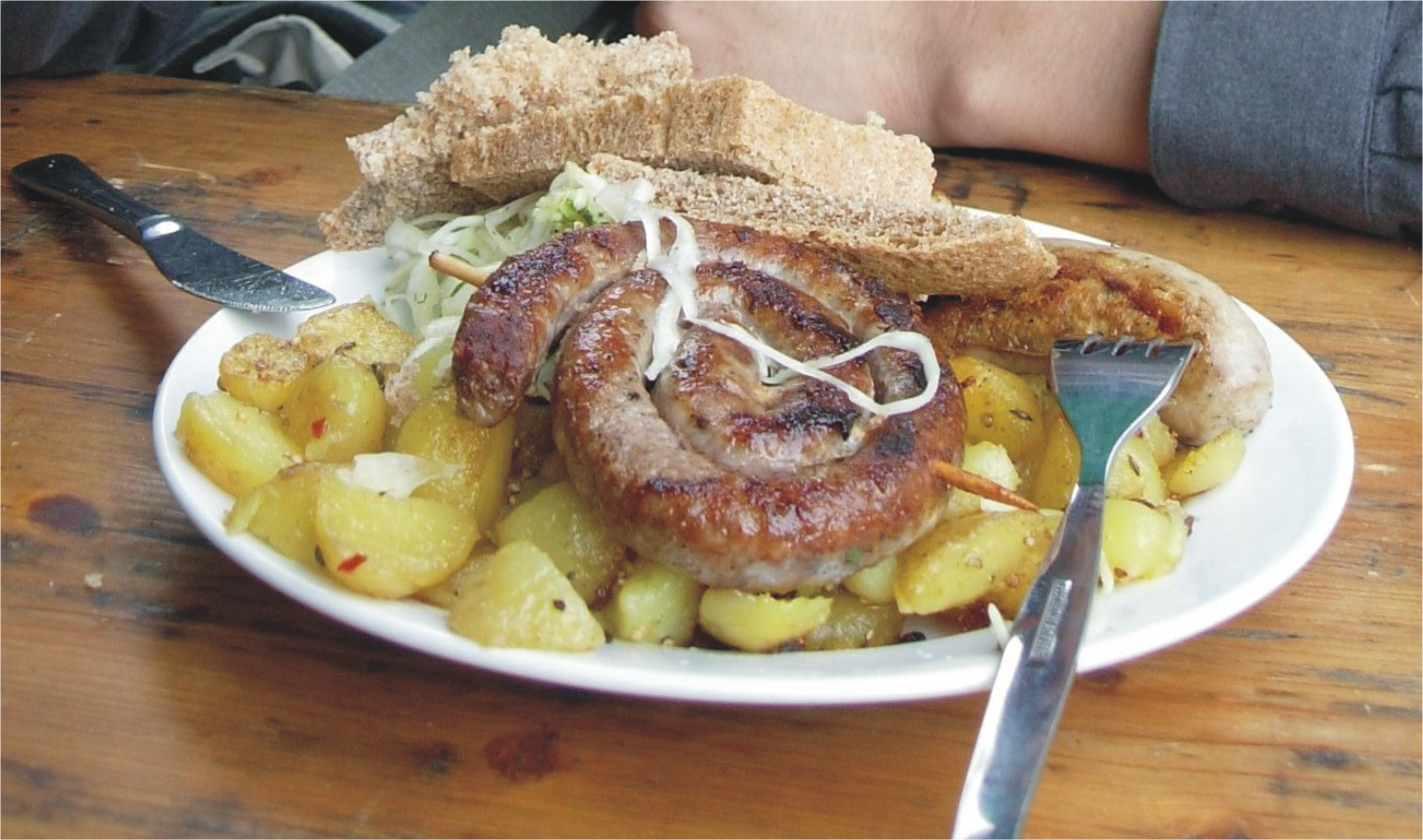
Братвурст як традиційний німецький фаст-фуд у Мюнстері

#### Франконські різновиди

##### Франконська братвурст

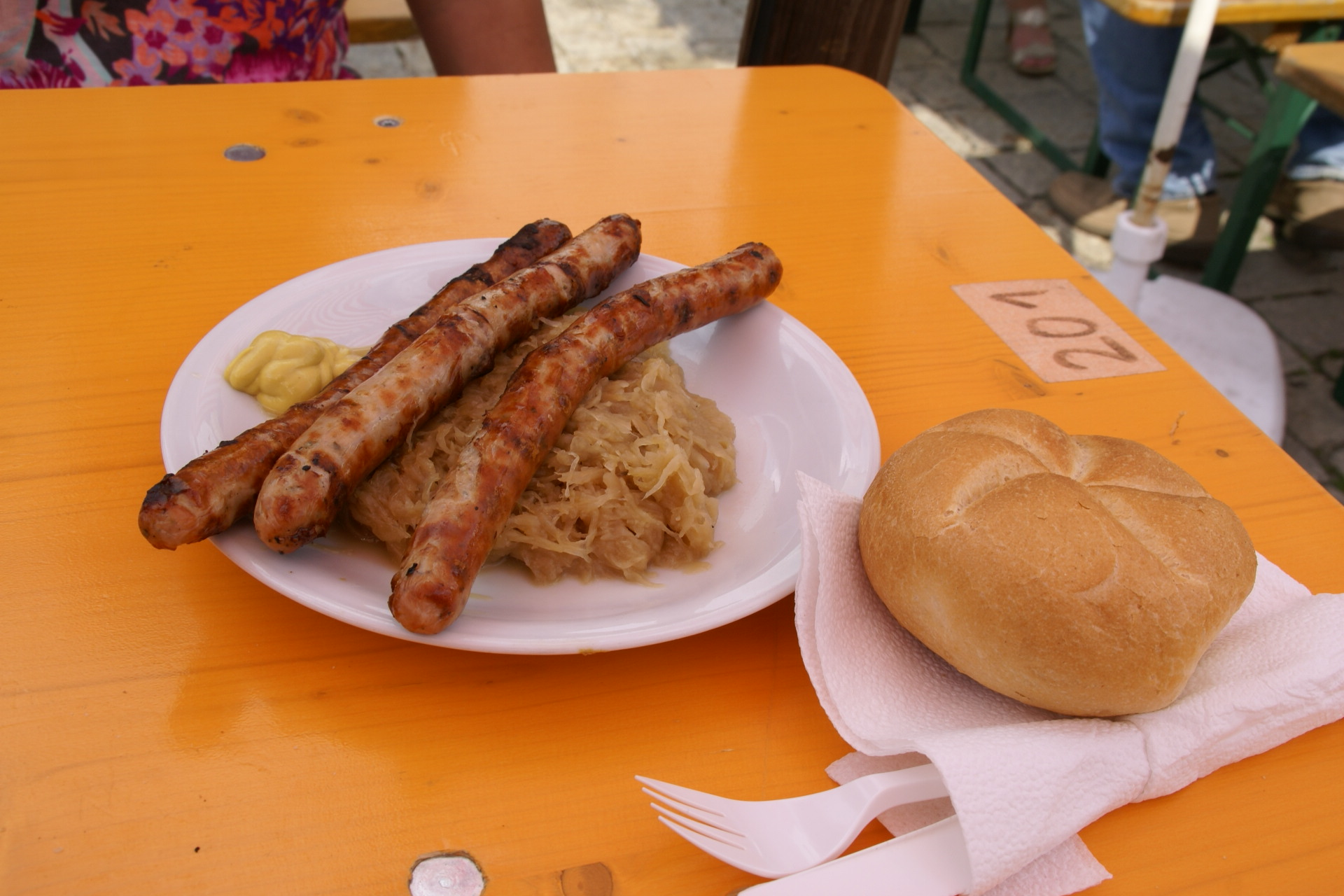
Братвурст по-франконськи

Франконська братвурст (нім. Fränkische Bratwurst) — відносно довга (10–20 см), товста, груба ковбаса, поширена в усій Франконії з незначними варіаціями. Через характерний інргредієнт майоран схожа за смаком на нюрнберзьку братвурст (нім. Nürnberger Bratwurst), але соковитіша завдяки своєму розміру та грубості. Традиційно до франконської братвурст подають салат з квашеної капусти або картопляний салат.

##### Кобурзька братвурст
Братвурст, яка походить з міста Кобург у Франконії (нім. Coburger Bratwurst), вперше задокументована там у 1498 році. Її готують зі свинини та щонайменше 15 % яловичини, приправлених лише сіллю, перцем, мускатним горіхом і цедрою лимона, та зв'язаних сирим яйцем. Вона грубої текстури й близько 25 см довжиною. Традиційно її обсмажують над сосновими шишками та подають у булочці (нім. Brötchen).

##### Кульмбаська братвурст
Братвурст по-кульмбаськи (нім. Kulmbacher Bratwurst) — це дрібно мелена рохвурст (різновид сиров'яленої ковбаси, нім. Rohwurst) із міста Кульмбах у Верхній Франконії. Довгу та тонку, її готують переважно з дуже дрібно меленої телятини з дуже невеликою кількістю свинини. Цю ковбасу можуть приправити сіллю, білим перцем, мускатним горіхом, цедрою лимона, майораном, кмином і часником. Кожен м'ясник ретельно захищає точні пропорції суміші як комерційну таємницю. Кульмбаські братвурсти зазвичай обсмажують на пательні або над багаттям із дрів. Їх продають і подають щойно підсмаженими з торгових прилавків на ринковій площі по дві штуки з гірчицею або без на хрустких булочках збризнутих анісом.

##### Нюрнберзька братвурст

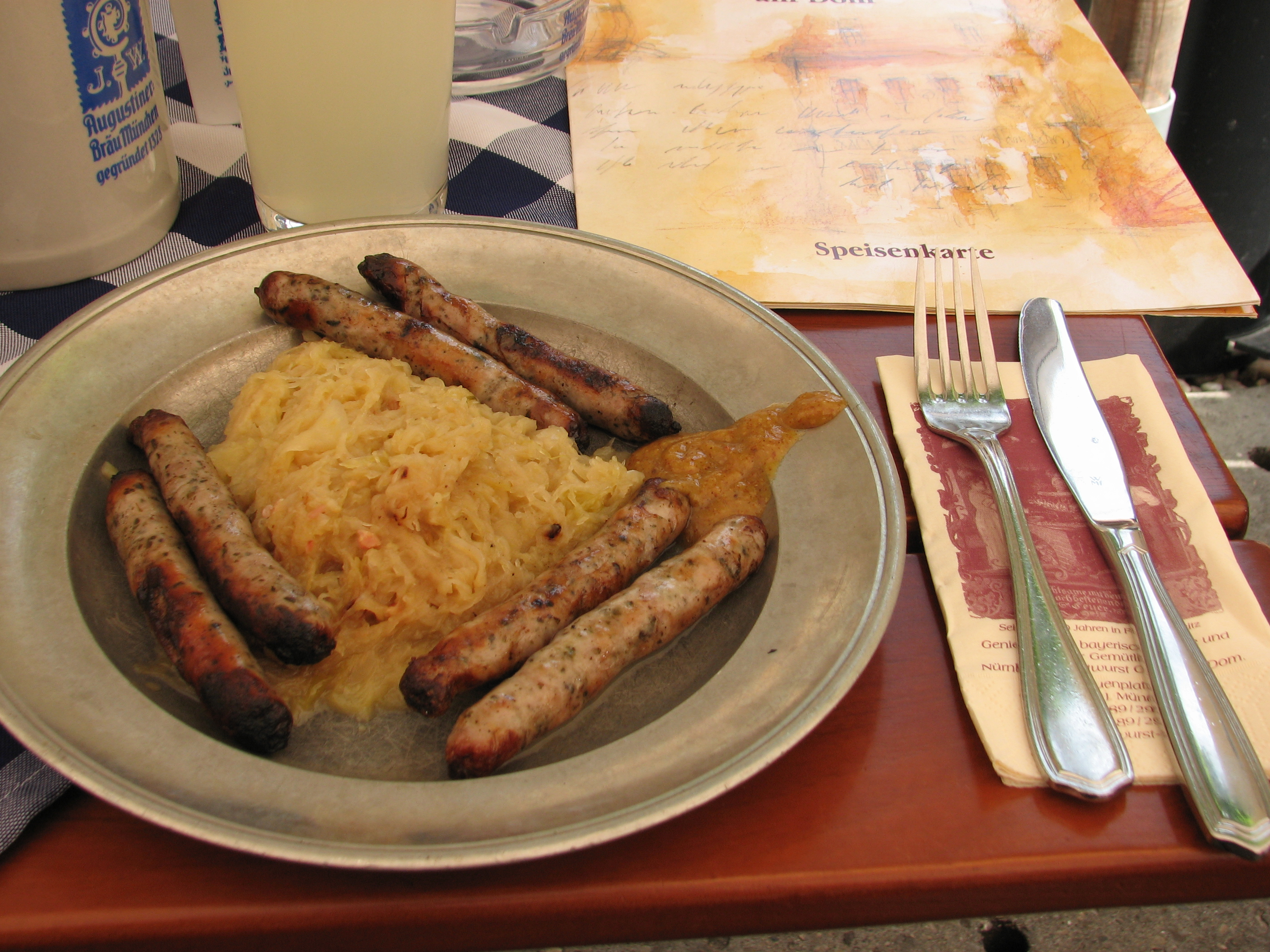
Братвурст по-нюрнберзьки з квашеною капустою та гірчицею, подана в ресторані «Nürnberger Bratwurst Glöckl» у Мюнхені

Невелика тонка братвурст із найбільшого міста Франконії — Нюрнбергу — вперше задокументована в 1567 році. Вона завдовжки від 7 до 9 см і важить від 20 до 25 г. Назви «Nürnberger Bratwurst» та «Nürnberger Rostbratwurst» (нім. Rost означає решітку для приготування над вогнем) є захищеними географічними позначеннями (англ. PGI) за законодавством Європейського Союзу з 2003 року. Тому ковбаси з такою назвою можуть виробляти лише в місті Нюрнберг, де в 1997 році заснували «Об'єднання для захисту Nürnberger Bratwürste».
На основі свинини та, як правило, приправлені свіжим майораном, що надає їм своєрідного смаку, — ці ковбаси традиційно обсмажують на вогні з букового дерева. Як основну страву подають від трьох до шести пар на олов'яній тарілці з квашеною капустою (нім. Sauerkraut) або картопляним салатом і доповнюють ложкою хрону чи гірчиці. Їх також продають як закуску вуличні торговці по три в булочці (нім. Drei im Weckla або Drei im Weggla, де Weggla або Weckla означає булочку на нюрнберзькому діалекті) з гірчицею.

Ще один спосіб приготування ковбас по-нюрнберзьки — у пряному оцті та цибулі. Таку страву називають блау зіпфель (дослівно — «сині кінці»). 

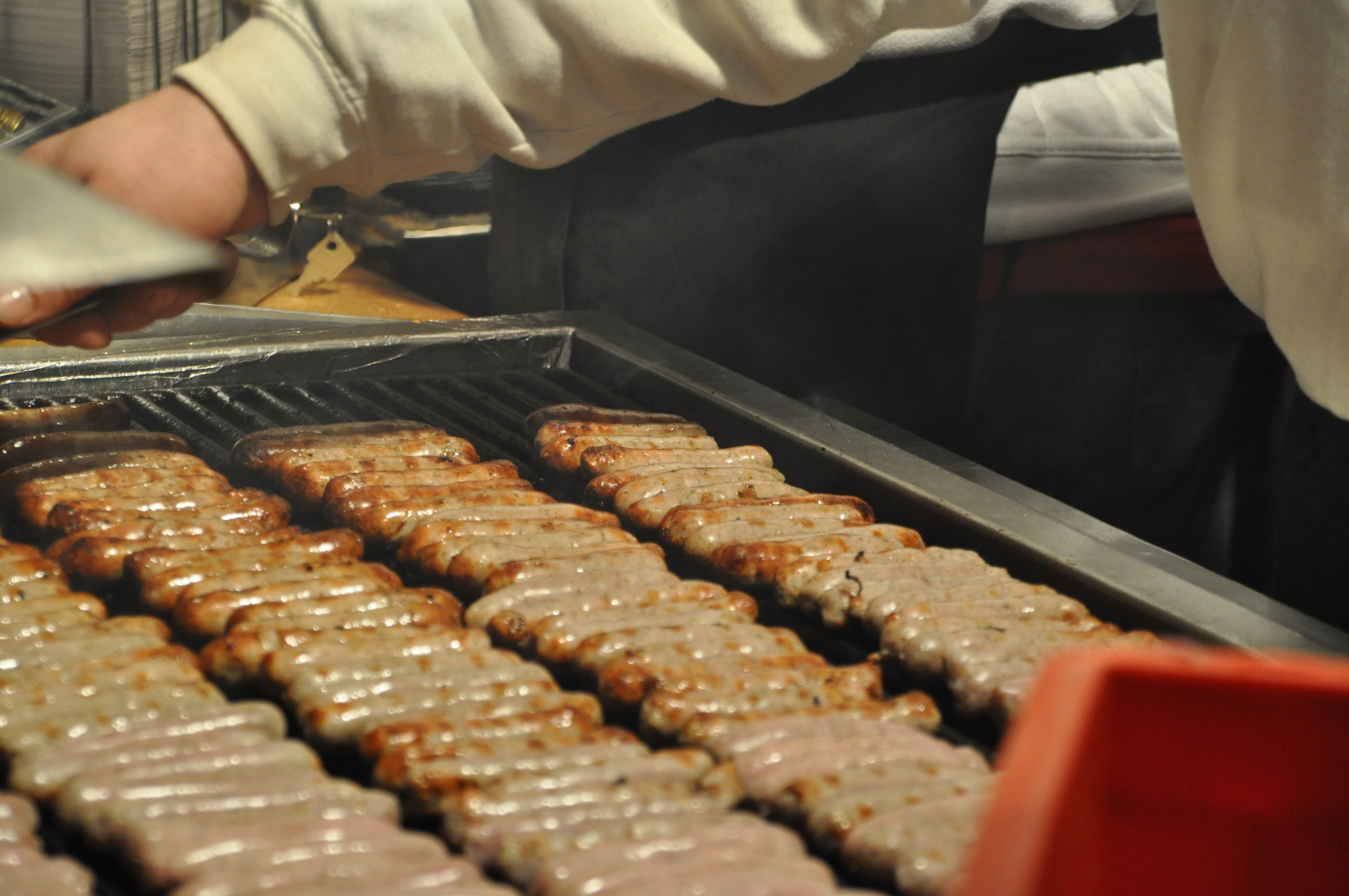
Нюрнберзькі ростбратвурст (нім. Nürnberger Rostbratwurst)
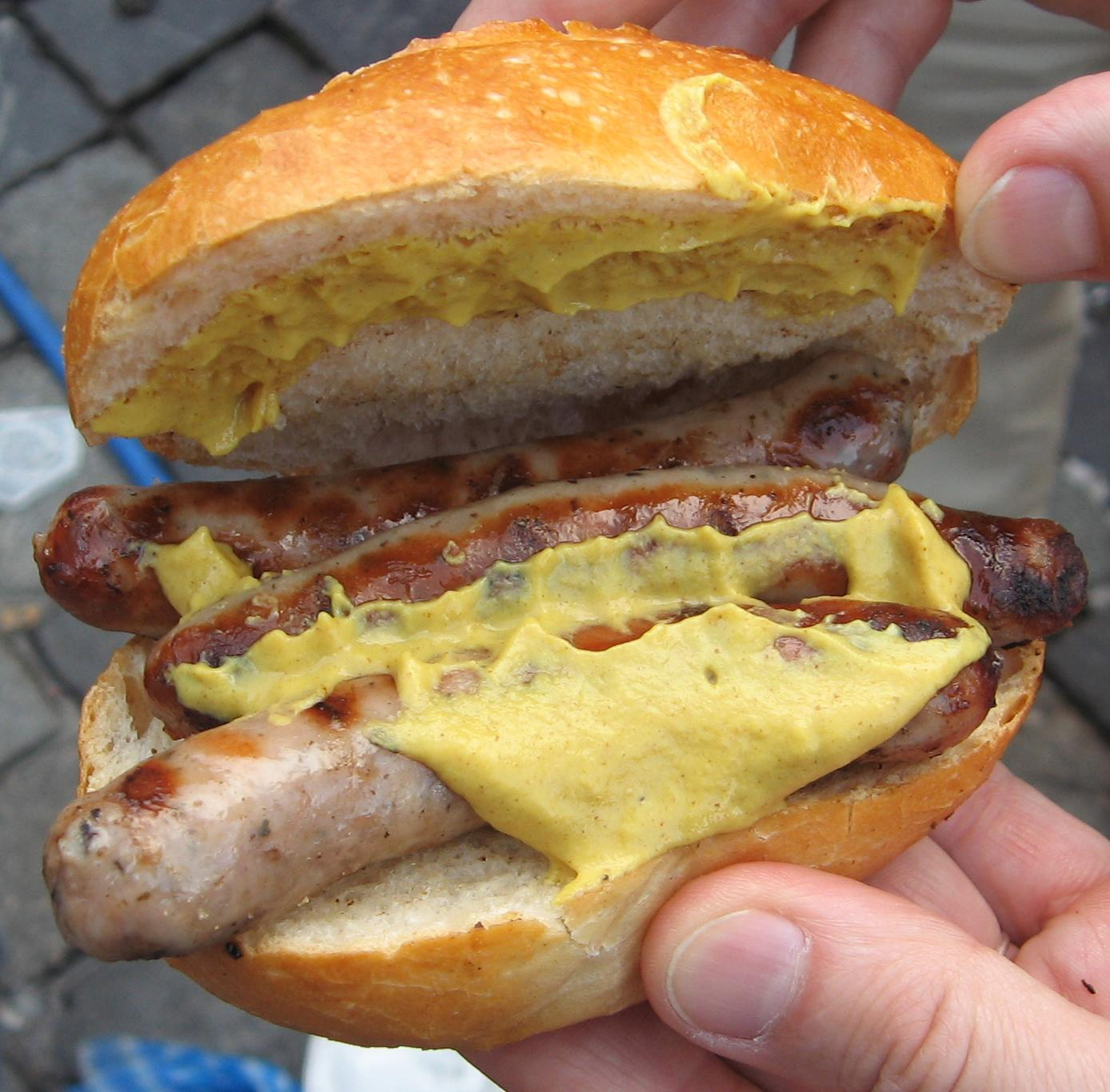
Три нюрнберзькі братвурст у булочці (нім. Drei im Weggla)
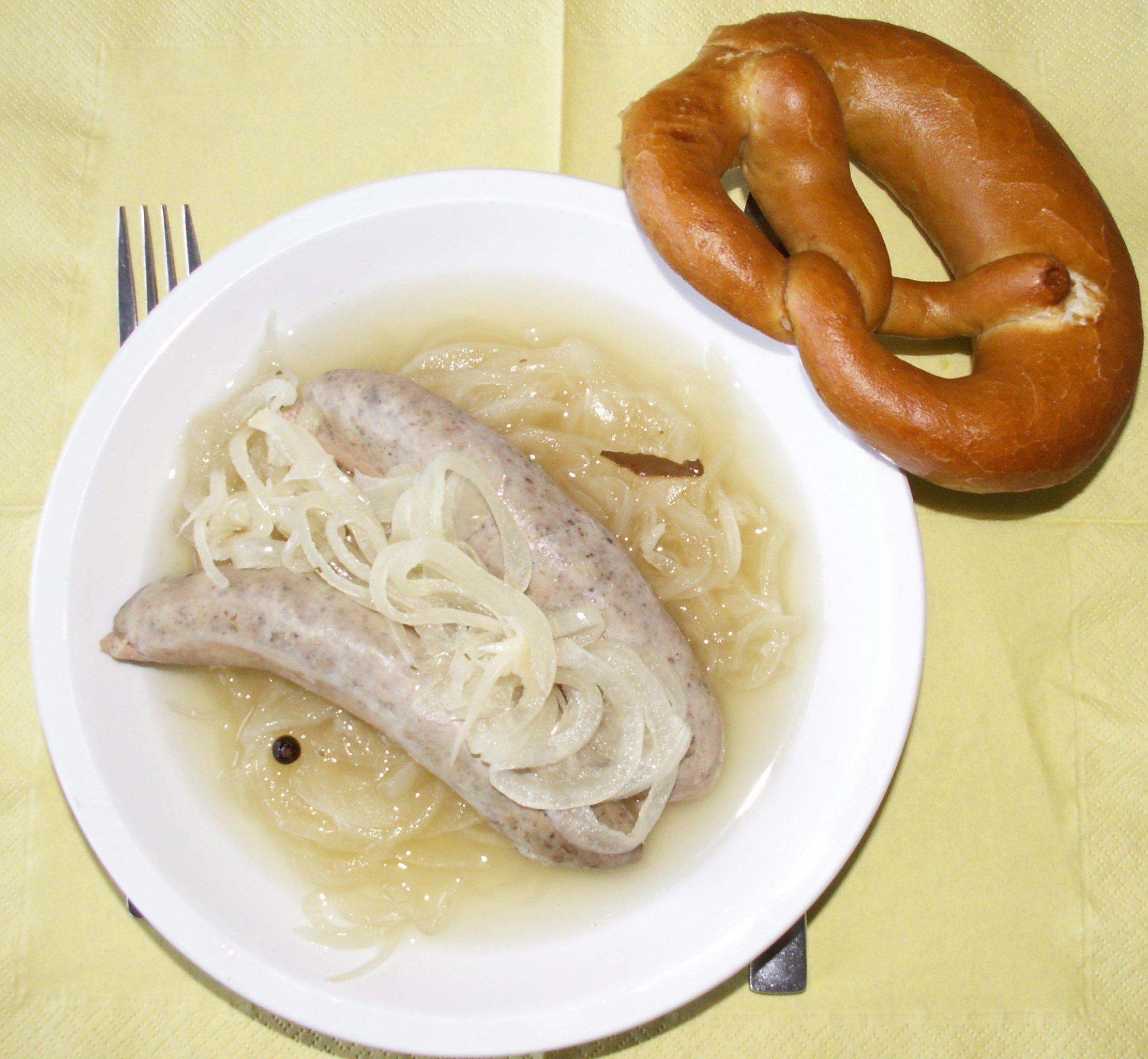
Блау зіпфель з брецелем (нім. Blaue Zipfel mit Brezel)

##### Вюрцбурзька братвурст
Вюрцбурзька братвурст (нім. Würzburger Bratwurst або Winzerbratwurst) походить з міста Вюрцбург у Франконії. За розміром подібна до тюрнзької ростбратвурст (нім. Thüringer Rostbratwurst), але до її інгредієнтів входить біле франконське вино (нім. Franken-Wine).

#### Інші різновиди

##### Тюринзька ростбратвурст

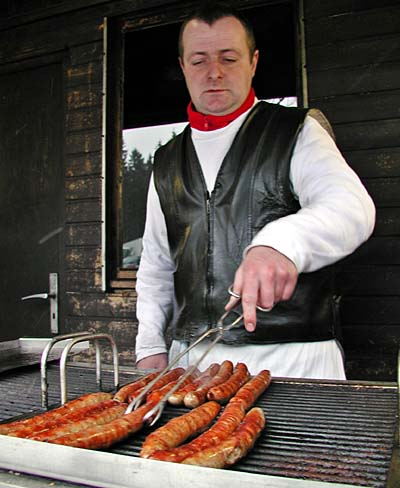
Тюринзька ростбратвурст

Тюринзька ростбратвурст (нім. Thüringer Rostbratwurst) — гостра ковбаса з Тюрингії. Завдовжки 15–20 см. Її традиційно обсмажують над вугіллям і подають із гірчицею та хлібом. Назва «Thüringer Rostbratwurst» також визнана захищеними географічними позначеннями (англ. PGI) за законодавством Європейського Союзу.

Як наслідок відкриття в 2000 році запису в обліку з 1404 року, де вперше згадують братвурст у Тюрингії в місті Арнштадт, у 2006 році заснували об'єднання «Друзі тюринзької братвурст». Того ж року об'єднання створило музей Erstes Deutsches Bratwurstmuseum (дослівно «перший німецький музей братвурст») у селі Хольцгаузен. Двометровий дерев'яний пам'ятник братвурст в булочці рекламує музей на місцевому перехресті з рухом по колу. 

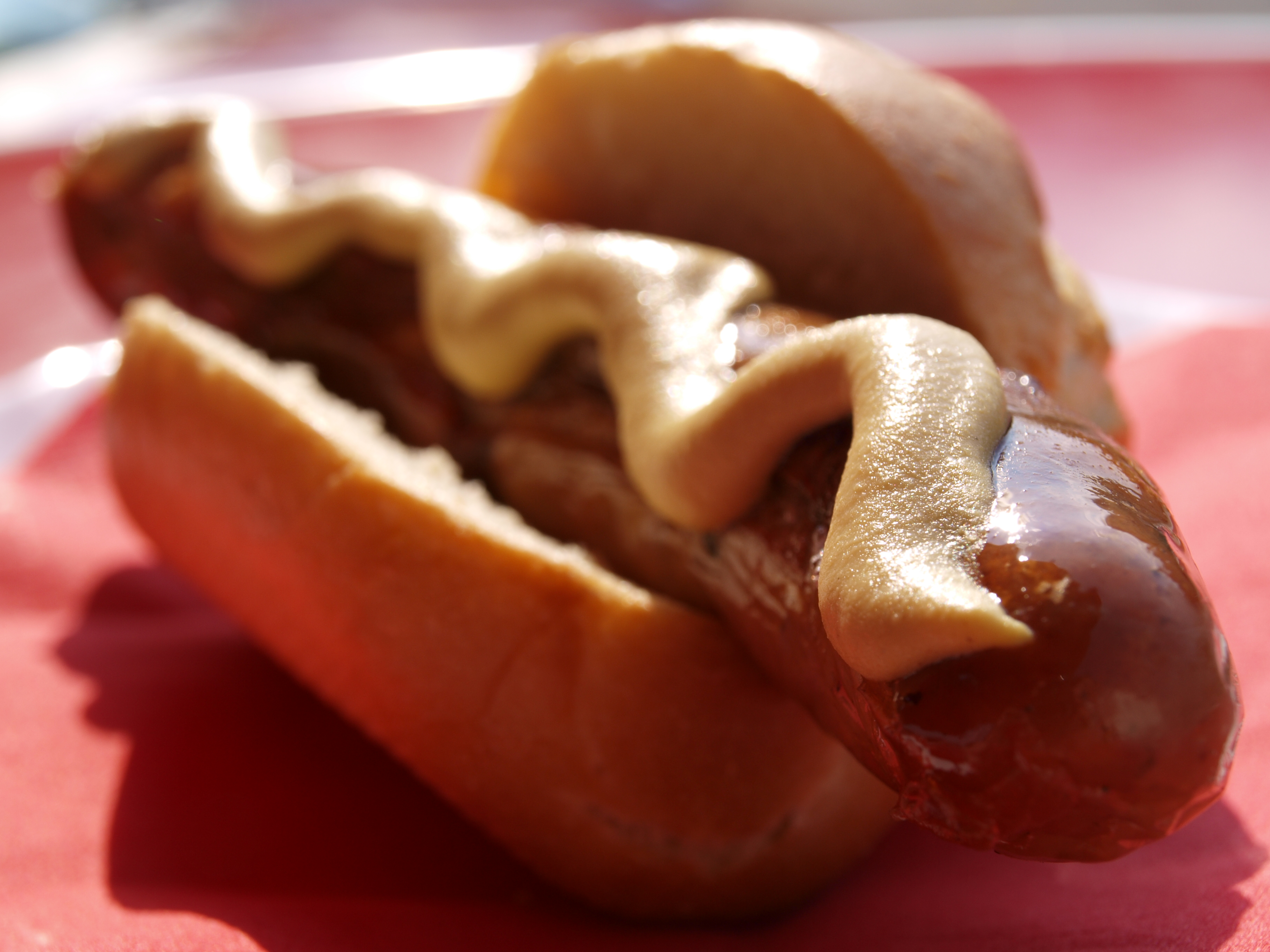
Тюринзька ростбратвурст (нім. Thüringer Rostbratwurst) у булочці з гірчицею
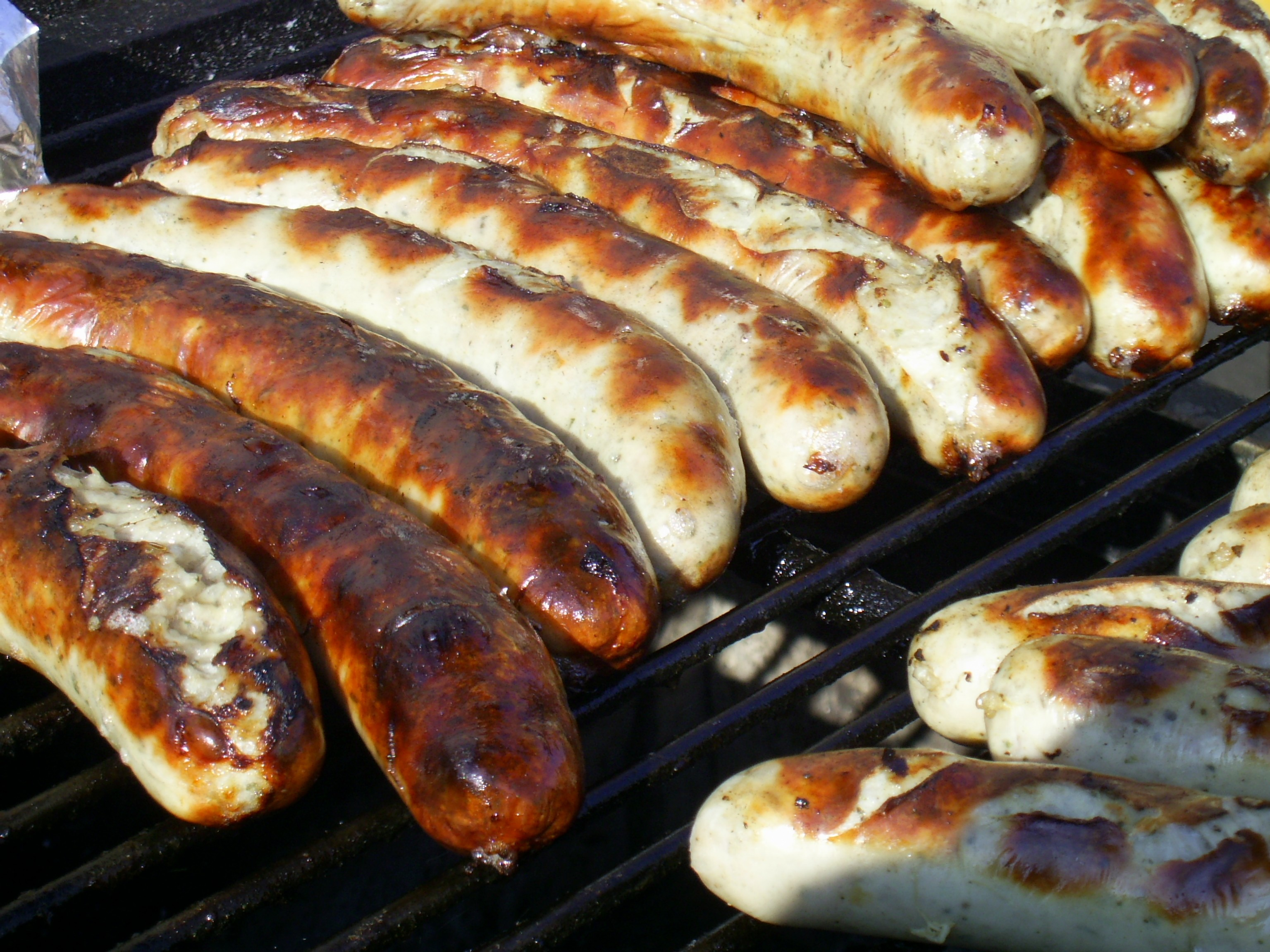
Тюринзька ростбратвурст (нім. Thüringer Rostbratwurst)

##### Північногессенська братвурст
20 см завдовжки, північногессенська братвурст (нім. Nordhessische Bratwurst) з півночі Гессена схожа за смаком на тюринзьку ростбратвурст. Її готують із крупно меленої свинини та додають багато спецій. Традиційно її обсмажують над вогнем з дровами та подають на розрізаній булочці з гірчицею.

##### Ротвурст

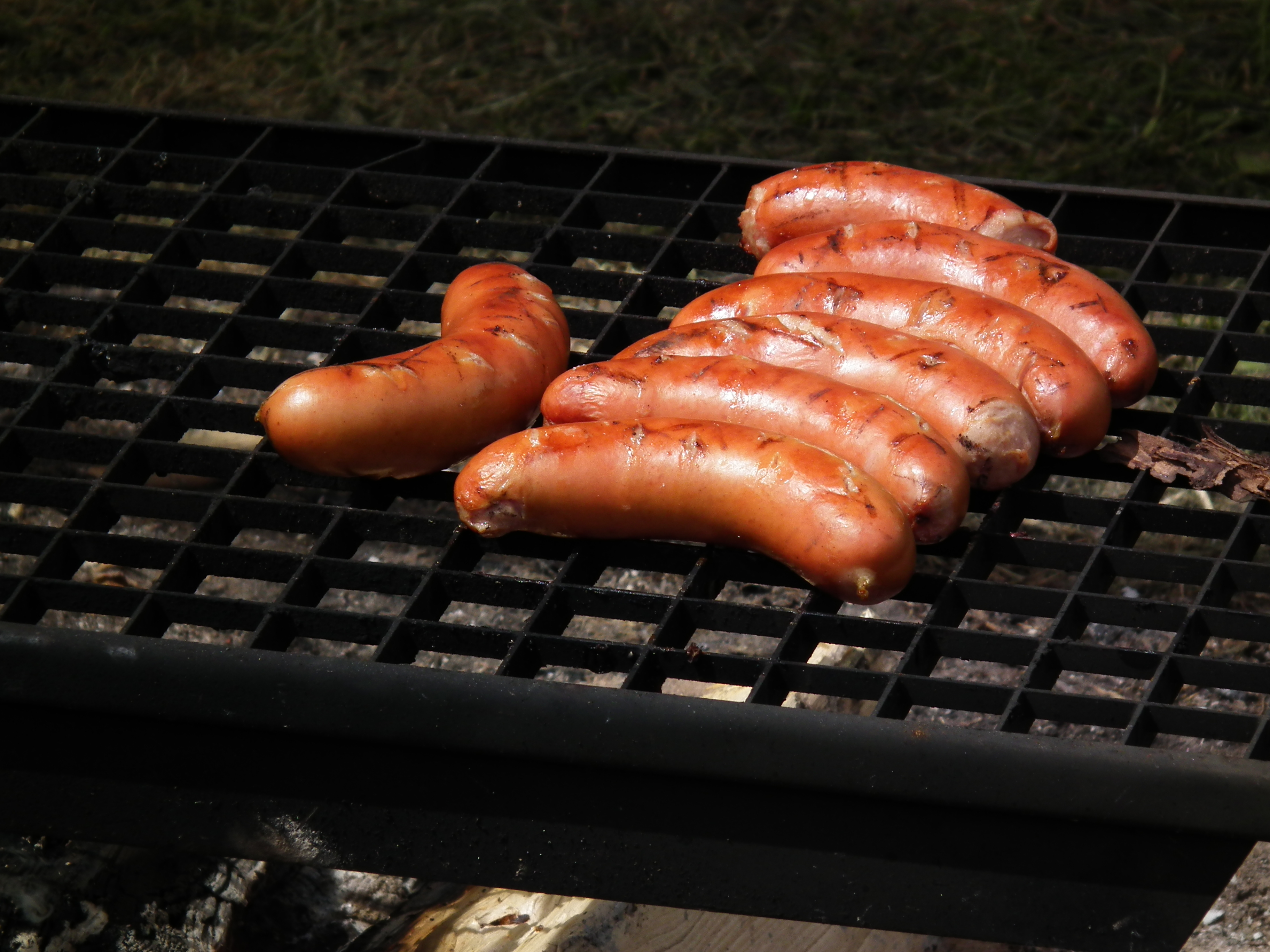
Ротвурст (Rote Wurst)

Ротвурст (нім. Rote Wurst, дослівно «червона ковбаса») — улюблена братвурст швабського регіону. Вона схожа на боквурст (нім. Bockwurst), виготовлена з дрібно меленої свинини та бекону, має гострий смак. Щоб запобігти розриванню під час смаження на грилі або сковороді, на кінцях ковбаси роблять надрізи навхрест, які відкриваються під час приготування. Іноді по довжині роблять низку надрізів навхрест.

### Швейцарія
У 1438 році братвурст почав набувати популярності на сході Швейцарії, особливо в Санкт-Галлені. З тих пір відома санктгалленська братвурст (нім. St. Galler Bratwurst). У продажі можна знайти санктгалленську братвурст у булочці (алем. bürli) на вулиці або з хашбраунами (алем. rösti) в ресторані.

### США
Братвурст, яку в американській англійській мові часто скорочують до «брат» (амер. англ. brat), належить до поширених видів ковбас у США, особливо у регіоні Верхнього Середнього Заходу — батьківщиною багатьох німецько-американської етнічної приналежності. Вісконсин, де найбільша група походження — німецька, добре відомий своїми братвурстами, хоча «брати» також користуються великою популярністю в інших штатах Верхнього Середнього Заходу, таких як Міннесота та Айова. Спершу завезений до Північної Америки німецькими іммігрантами, звична літня страва поза домом поряд із більш відомим хот-догом. Вісконсин — це також домівка улюбленого в регіоні «пивного брата» — братвурст, вивареної в пиві (як правило, у суміші пива пльзенського типу з маслом і цибулею) перед або після приготування на грилі над деревним вугіллям.
Братвурст популяризовано в окрузі Шебойґан штату Вісконсин у 1920-х роках. Загалом, кожен місцевий м'ясний магазин прийме замовлення та виготовить вручну свіжі братвурст, щоб їх можна було забрали в певний день. Через значний вміст жиру в ковбасах забирати їх свіжими в день приготування необхідно, що уникнути псування; частина жиру втрачається при приготуванні їжі над вугіллям.
Братвурст також стала популярною основою харчування для спортивних стадіонів, особливо бейсбольних парків, після того, як Білл Сперлінг у 1954 році ввів братвурст у МЛБ на стадіоні округу Мілвокі. «Брати», які продавали по 35 центів, готували на грилі та перед подачею поміщали в ємність із спеціальним томатним соусом із зеленим перцем і цибулею. Сперлінг казав, що братвурст була такою популярною, що Дьюк Снайдер з Бруклін Доджерс перейняв приклад до Нью-Йорка. Міллер Парк у Мілвокі продає більше братвурст, ніж хот-догів. Delaware North — поточний постачальник продуктів харчування для Міллер Парк — через свою дочірню компанію Sportservice продає «секретний стадіонний соус» (англ. Secret Stadium Sauce) уроздріб як доповнення до братвурст.
Щороку на День пам'яті у США в місті Медісон штату Вісконсин проходить Brat Fest, який вважають «найбільшим у світі фестивалем братвурстів».
У місті Бюсайрес штату Огайо (яке називає себе «столицею братвурст Америки») щорічно з 1967 року проводять триденний фестиваль (англ. Bucyrus Bratwurst Festival).